# NGC 2668
NGC 2668 este o galaxie LINER situată în constelația Linxul. A fost descoperită în 7 februarie 1877 de către Édouard Stephan⁠(d).